# Emovački Lug
Emovački Lug je naselje u Republici Hrvatskoj u Požeško-slavonskoj županiji, u sastavu grada Požege.

## Zemljopis
Emovački Lug se nalazi sjeverozapadno od Požege, susjedna naselja su Donji Emovci na jugu, Gornji Emovci na istoku, Nova Lipa na sjeveru i Stara Lipa na zapadu.

## Stanovništvo
Prema popisu stanovništva iz 2011. godine Emovački Lug je imao 32 stanovnika.
| broj stanovnika |       |       |       |       |       |       | 24    | 34    | 31    | 41    | 43    | 29    | 24    | 20    | 43    | 32    | 23    |
|                 | 1857. | 1869. | 1880. | 1890. | 1900. | 1910. | 1921. | 1931. | 1948. | 1953. | 1961. | 1971. | 1981. | 1991. | 2001. | 2011. | 2021. |